# Sommer-Paralympics 2016/Teilnehmer (Senegal)
| stlisierte Goldmedaille | stlisierte Silbermedaille | stlisierte Bronzemedaille |
| ----------------------- | ------------------------- | ------------------------- |
| —                       | —                         | —                         |

Der Senegal entsendete zu den Paralympischen Sommerspielen 2016 in Rio de Janeiro zwei Athleten, einen Mann und eine Frau. 

## Teilnehmer nach Sportart

### Leichtathletik
Männer:
- Youssoupha Diouf (Speerwurf F56/57)

Frauen:
- Dague Diop (Diskuswurf und Kugelstoßen F56/57)